# Église Saint-Blaise de Sindelsberg
L'église Saint-Blaise de Sindelsberg, parfois également dite chapelle de Sindelsberg, est un monument historique situé à Marmoutier, dans le département français du Bas-Rhin.

## Localisation
Ce bâtiment est situé à Marmoutier.

## Historique
Construite au XIIe siècle, l’église Saint-Blaise fait alors partie du couvent des bénédictines de Sindelsberg, un établissement de l’abbaye de Marmoutier fondé en 1115. Elle est en grande partie reconstruite au début du XIVe siècle et consacrée en 1332. Le couvent, tombé en déliquescence, est toutefois dissout en 1488 par l’évêque Robert de Bavière et ses biens, dont l’église, incorporés à l’abbaye de Marmoutier, celle-ci ayant toutefois obligation de maintenir le sanctuaire en état. L’église est ensuite gravement endommagée pendant la guerre des paysans de 1525, ce qui impose la reconstruction de la nef. Celle-ci est l’œuvre de l’abbé de Marmoutier Gisbert Agricola vers 1580.
La façade est restaurée en 1872, mais vers la fin du XIXe siècle, Émile Audiguier, conservateur du musée de Saverne, signale le mauvais état de l’intérieur et de la nécessité de protéger le cénotaphe de Gisbert Agricola. Celui-ci et le chœur de l’église font l'objet d'une inscription au titre des monuments historiques depuis 1935.
Des travaux de restaurations débutent en 1968, en s’attachant d’abord à remettre en état la toiture, puis, en 1969, l’intérieur de l’église. Les restaurations intérieures, commencées en septembre 1969, conduisent à la découverte d’un ensemble de fresques dans le chœur et dans l’abside.

## Architecture
Les parties orientales sont les plus anciennes de l’édifice, l’église romane du XIIe siècle ayant presque entièrement disparue. Elles se composent d’un chœur et d’une abside pentagonale peu profonde voutés d’ogives, datant probablement de la reconstruction de 1332. Le chœur est coiffé d’une tour de trois étages à toiture en bâtière. L’intérieur est éclairé par quatre fenêtres dans l’abside et deux dans la nef, auxquelles s’ajoutent deux lucarnes. Toutes ont perdu leurs meneaux et remplages et certaines sont partiellement murées. Le mur extérieur non crépi laisse voir plusieurs autres anciennes ouvertures, désormais murées.
La nef, plus courte que celle d’origine, a été reconstruite au XVIe siècle, à la suite des destructions causées par la guerre des paysans. Sa façade a été rénovée en 1872, date qui figure sur le pignon.
L’intérieur de l’église était probablement en grande partie couvert de fresques, dont ne subsistent toutefois que celles de l’abside. Bien que la présence de celle-ci était déjà connue au XIXe siècle, elle n’ont été mises au jour que lors des travaux de restauration de septembre 1969. Le style de ces peintures les situent entre la reconstruction de la nef par Gisbert Agricola vers 1580 et l’aménagement de la tribune en 1619. Sur la voûte du chœur se trouvait la représentation du tétramorphe, désormais recouverte par un badigeon beige. Sur le demi-pan nord de l’abside se trouve un saint abbé vêtu de vert, probablement saint Benoît, en face duquel aurait pu se trouver saint Blaise ou sainte Scholastique, mais l’état de conservation du demi-pan sud est trop mauvais pour en être sûr. Les pans nord-ouest et sud-ouest sont ornés d’un décor architectural encadrant les fenêtres composé de colonnes cannelées à chapiteaux corinthiens, surmontées de cuirs enroulés en volutes le long de l’arc brisé. Une grande crucifixion se trouve sur le pan oriental, surmontée sur le voûtain central de Dieu le Père tenant sur ses genoux le corps de Jésus, encadrés sur les voûtains nord et sud par des anges tenant les arma christi. Ces fresques des voûtains sont une variante du Trône de grâce inspirée de la Pietà populaire dans l’art flamand à partir de la fin du XVIe siècle. À ce titre, cette scène de Sindelsberg est très similaire à celle d’un triptyque de la Hofkirche de Neumarkt, laissant à penser que les deux œuvres partagent un même modèle inconnu. Ce modèle est probablement lui-même ultimement dérivé, via des œuvres intermédiaires, de la Pietà de Michel-Ange.

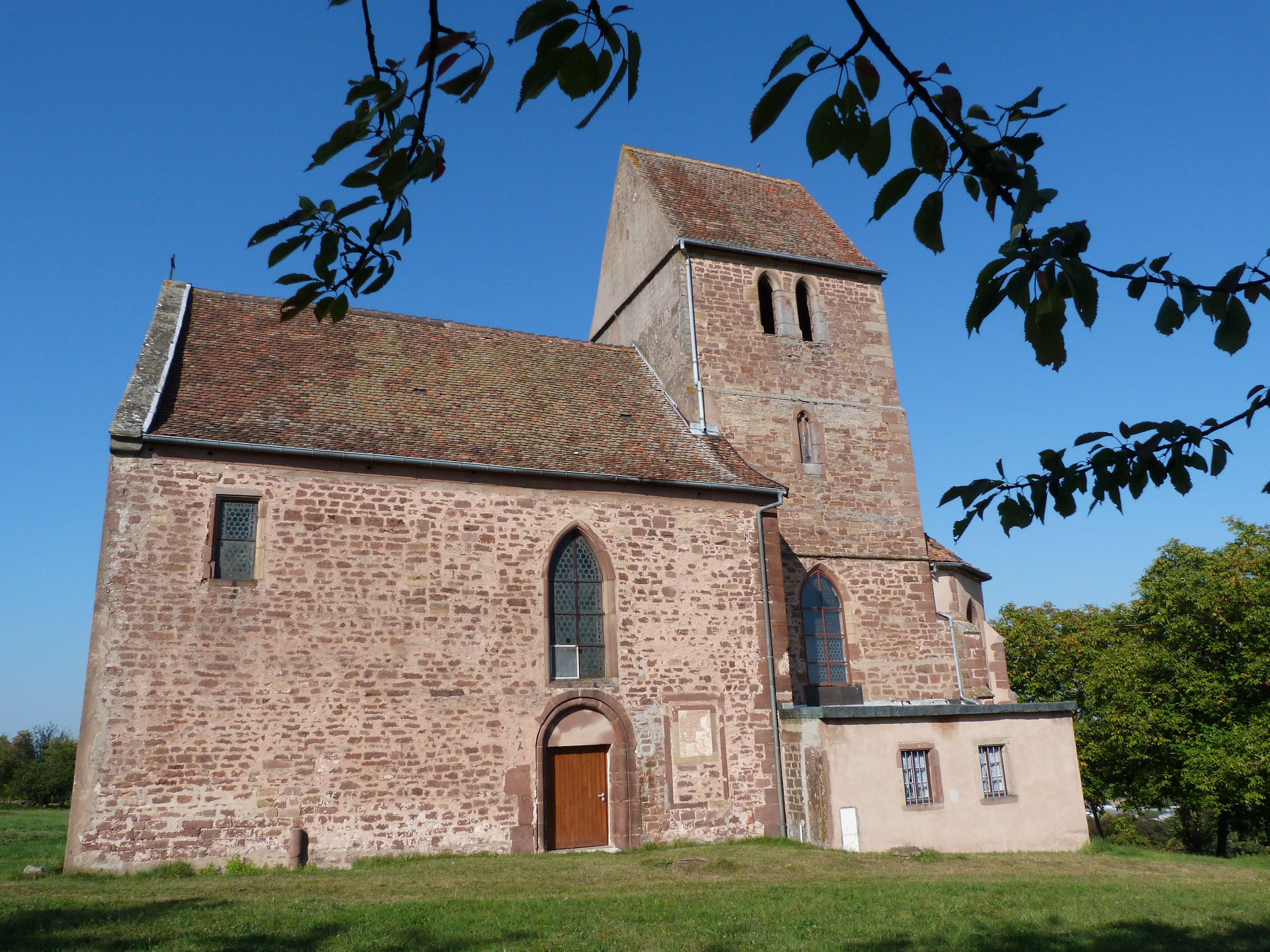
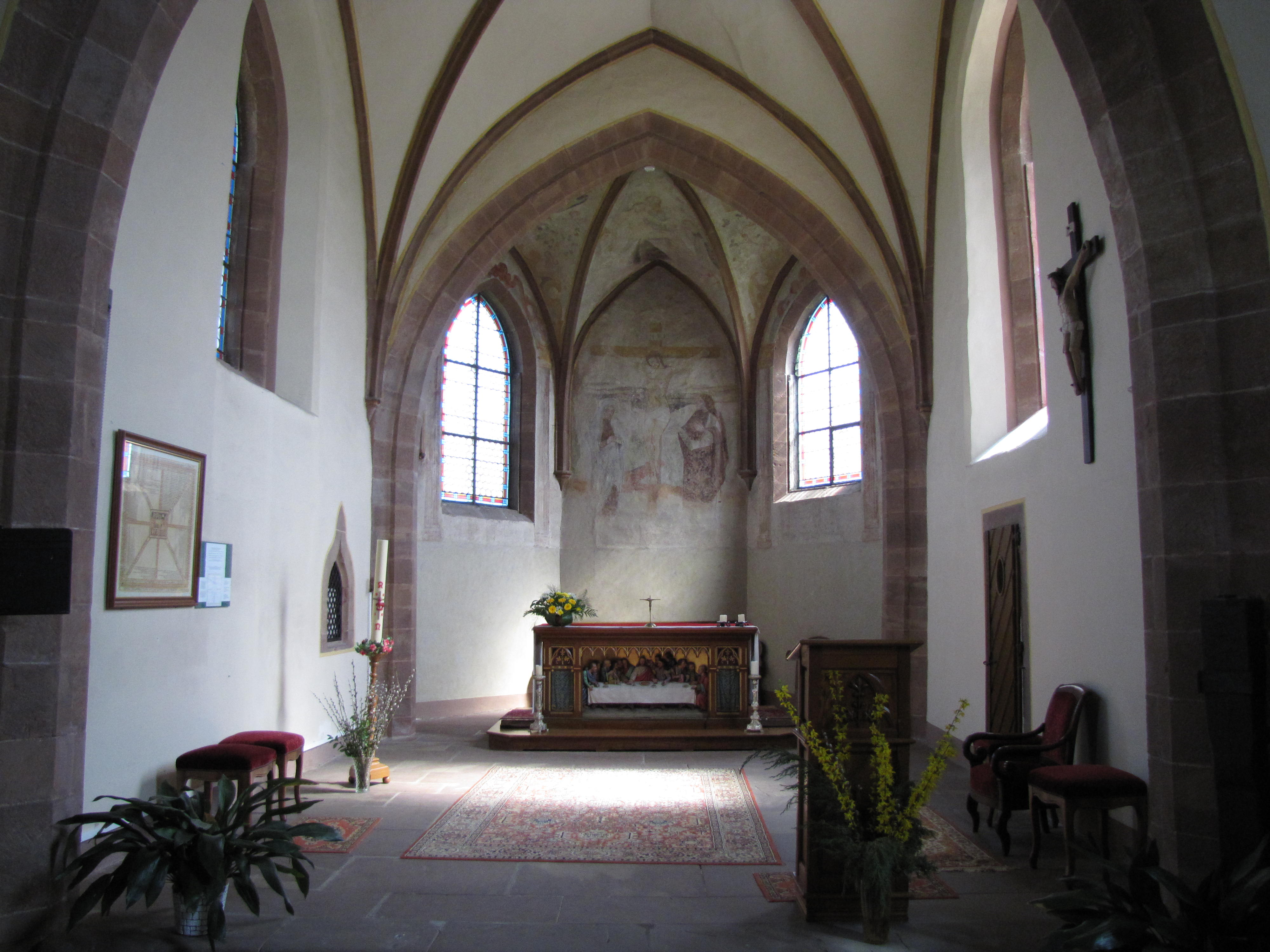
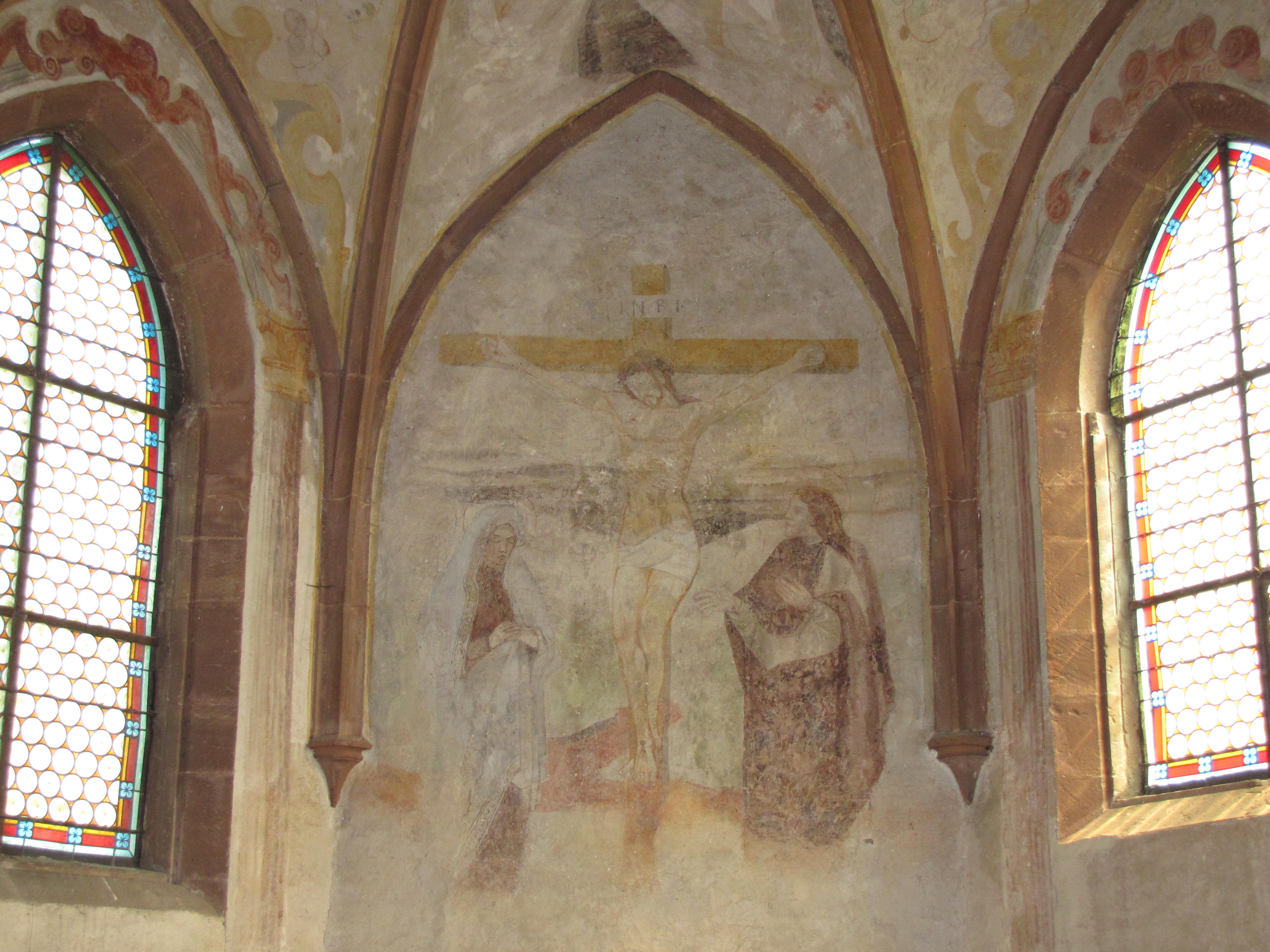

## Mobilier
La majeure partie du mobilier date du XVIIIe siècle, notamment les autels, la chaire et la tribune. Quelques éléments sont plus anciens, en particulier le monument funéraire de l’abbé Gisbert Agricola et peut-être les statues de la Vierge à l'Enfant et la Pietà, dont la date est indéterminée, mais qui semblent antérieures au reste du mobilier.
Le monument funéraire de l’abbé Gisbert n’est pas sa tombe, mais un cénotaphe, érigé après sa mort en 1586 en remerciement des bienfaits qu’il avait accordés à l’église. Le monument, réalisé en grès bigarré jaune et gris, est encastré dans le mur nord de la nef. Il est constitué d’une niche en plein-cintre désormais bouchée, mais qui devait à l’origine abriter une statue de l’abbé Gisbert. Cette niche est encadrée de deux pilastres supportant un entablement coiffée d’une croix, bien que celle-ci ne soit peut-être pas d’origine. Le monument est décoré de différentes sculptures, toutes originellement polychromées, avant d’avoir été ultérieurement recouvertes par un badigeon rouge et blanc : les symboles des quatre évangélistes sur la base et les pilastres, deux anges sur l’entablement, tenant respectivement un flambeau et une guirlande, ainsi qu’une tête de lion. La base et l’entablement portent chacun des inscriptions latines célébrant Gisbert.

## Culte
L’église est consacrée depuis le Moyen Âge, et probablement depuis sa fondation, à saint Blaise. La célébration de ce culte subsiste même après la disparition du couvent en 1488. Un pèlerinage  a en particulier lieu chaque année le 3 février, pendant lequel a lieu le Blasiusegen, ou bénédiction du cou. Cet usage a persisté au moins jusqu’à la fin des années 1960, mais la coutume de bénir ce jour-là dans l’église du pain et du sel a en revanche disparu à une date antérieure.